# Acacia laeta
Acacia laeta é uma espécie de leguminosa do gênero Acacia, pertencente à família Fabaceae.